# 2 Pułk Strzelców Pieszych

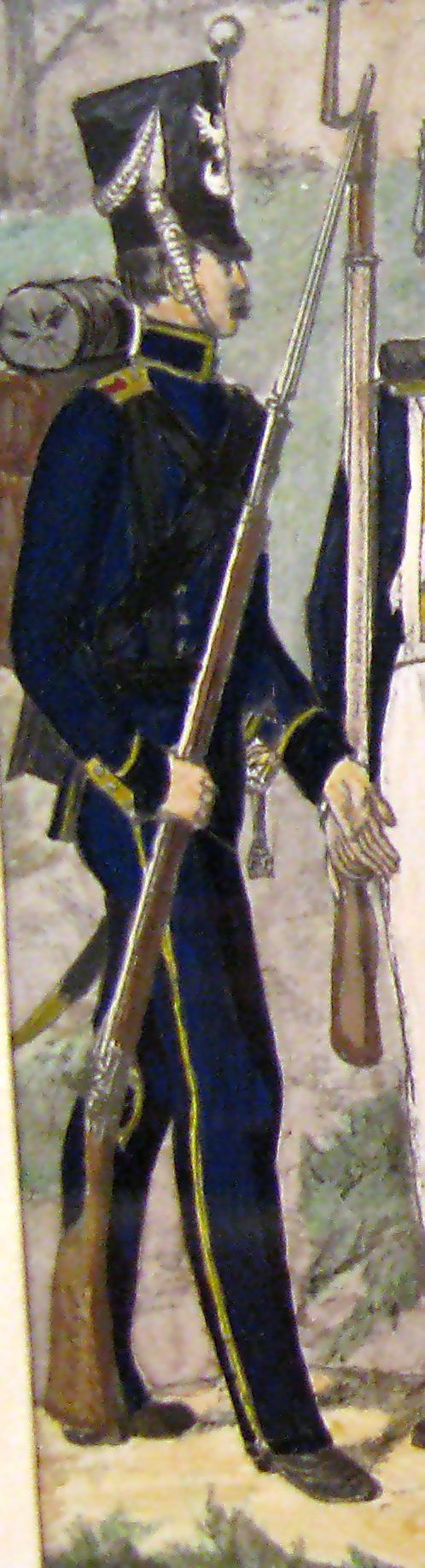
Żołnierz 2 psp

2 Pułk Strzelców Pieszych – oddział piechoty Wojska Polskiego Królestwa Kongresowego.

## Formowanie i zmiany organizacyjne
Pułk został sformowany w 1815 roku. Pułk w okresie pokojowym składał się ze sztabu i dwóch batalionów po cztery kompanie, oraz związanych z batalionami dwoma kompaniami rezerwowymi. Stan kompanii wynosił 4-6 oficerów, 14-16 podoficerów i 184 szeregowych, stan batalionu 830 żołnierzy. Stan pułku: 5 oficerów starszych, 54-55 oficerów młodszych, 160 podoficerów, 72 muzyków, 1664-1676 szeregowych oraz 5 oficerów i 71-82 podoficerów i szeregowych niefrontowych. W sumie w pułku służyło około 2050 żołnierzy. W czasie wojny przewidywano rozwinięcie pułku do czterech batalionów po 8 kompanii każdy. W każdym batalionie etatu wojennego tworzono na bazie jednej z nowo powstałych kompanii kompanię wyborczą.
Wchodził w skład 3 Brygady 2 Dywizji Piechoty. Po wybuchu powstania listopadowego zreorganizowano piechotę. Pułk wszedł w skład zreorganizowanej 2 Dywizji Piechoty. 26 kwietnia 1931 przeprowadzono kolejną reorganizacje piechoty armii głównej dzieląc ją na pięć dywizji. Pułk znalazł się w 1 Brygadzie 2 Dywizji Piechoty.

## Dyslokacja pułku
Miejsca dyslokacji pododdziałów pułku w 1830:
- sztab - Zamość
- 1 batalion - Komarów
- 2 batalion - Tarnogóra

Pełniło w nim wówczas służbę 62 oficerów, w tym jeden pułkownik, trzech podpułkowników, jeden major, piętnastu kapitanów, trzynastu poruczników i dwudziestu dziewięciu podporuczników oraz kapelan, audytor, lekarz sztabowy i dwóch lekarzy batalionowych, tworzący razem sztab niższy. Ogółem posiadał 2035 żołnierzy, z tego pod bronią 1898

## Żołnierze pułku
Pułkiem dowodzili:
- płk Józef Czyżewski (22 lutego 1815)
- płk Wincenty Wolski (1827)
- ppłk Klemens Jórski (28 lutego 1831)
- płk Piotr Kiekiernicki (6 kwietnia 1831)
- ppłk Adam Wolski (13 czerwca 1831)

Oficerowie:
- Franciszek Kacper Fornalski

## Walki pułku
Pułk brał udział w walkach w czasie powstania listopadowego.
Bitwy i potyczki:
- Kałuszyn (17 lutego 1831),
- Janówek (18 lutego 1831),
- Wawer (19 lutego 1831),
- Olszynka Grochowska (19 lutego 1831),
- Grochów (25 lutego 1831),
- Uściług (5 marca 1831),
- Dębe Wielkie (31 marca 1831),
- Mińsk (26 kwietnia 1831),
- Rajgród (29 maja 1831),
- Waka (17 czerwca 1831),
- Wilno (19 czerwca 1831)
- Plembork (5 lipca 1831).

W 1831 roku, w czasie wojny z Rosją żołnierze pułku otrzymali 36 Krzyży Orderu Virtuti Militari (2 kawalerskie, 19 złotych i 15 srebrnych).

## Mundur
Żołnierze pułku nosili granatowe kurtki mundurowe z żółtymi wyłogami, kołnierzem i łapkami rękawów, z białymi guzikami. Na guzikach umieszczano numery pułku.
Kołnierz, wyłogi na piersiach i rękawach i polach granatowe z wypustką żółtą przy kurtce paradnej. Naramiennik żółty, numer 2 dywizji czerwony.
Lejbiki granatowe z żółtą wypustką na kołnierzu i rękawach. Spodnie, sukienne granatowe z wypustką żółtą. Kołnierz od płaszcza granatowy z wypustką żółtą. Wszystkie pasy były czarno lakierowane. Na głowie furażerka granatowa z trzema żółtymi wypustkami.
Frak mundurowy oficerów z wyłogami granatowymi jak u żołnierzy. Kołnierz z żółtą wypustką i rękawy granatowe.
Codzienne szare spodnie z granatowymi lampasami i żółtą wypustką pośrodku.
Galony srebrne z żółtą wypustką.

## Chorągiew
Na tle granatowego krzyża kawalerskiego w czerwonym polu, w otoku z wieńca laurowego umieszczony był biały orzeł ze szponami dziobem i koroną złoconą.
Pola między ramionami krzyża – granatowe przedzielone żółtą wypustką, a w rogach płata inicjały królewskie z koroną, otoczone wieńcami laurowymi. Chorągiew poświęcono 17 czerwca 1827 roku w obozie powązkowskim.